# RAAF Base East Sale

i7
i11
i13
Die RAAF Base East Sale (ICAO-Code: YMES) ist ein Militärflugplatz der Royal Australian Air Force zirka 200 km östlich von Melbourne im Bundesstaat Victoria. Es ist neben der RAAF Base Pearce einer von zwei Hauptschulungsflugplätzen der RAAF, auf der neben den eigenen auch angehende Luftfahrzeugbesatzungen der anderen australischen Teilstreitkräfte ihre fliegerische Grundausbildung erhalten.

## Geschichte
Die RAAF Basis East Sale wurde mitten im Zweiten Weltkrieg 1943 als Schulungszentrum eröffnet. Der erste Hauptnutzer war die mit Bristol Beaufort die No.1 Operational Training Unit (1 OTU). Daneben lagen hier Verbände zu Seeraumüberwachung und Konvoischutz.
Zwei Jahre nach Kriegsende verlegte die Central Flying School (CFS) aus RAAF Base Point Cook kommend 1947 nach East Sale. Die Schule erhielt 1953 mit der Vampire ihre ersten Strahlflugzeuge, von denen vier Exemplare ab 1962 das Kunstflugteam "The Red Sales" bildeten. Am 15. August des Jahres kam es zu einem fatalen Trainingsunfall mit sechs tödlich Verunglückten. Nur sechs Monate später wurden mit den "The Telstars" ein neues Aerobatics Team aufgestellt, dass zunächst auch die Vampire betrieb und später die Aermacchi MB-326 nutzte. Aus Budgetgründen und auch zu wenig verfügbarer Luftfahrzeuge wurde es jedoch 1968 wieder aufgelöst. Erneut zwei Jahre später, zum 50-jährigen Jubiläum der RAAF, wurden mit den "Roulettes", das noch heute existierende Team aufgestellt, dass zunächst ebenfalls MB-326 einsetzte.
Die CFS erhielt Ende 1987 ihre ersten PC-9A und zwei Jahre später rüsteten auch die "Roulettes" auf das neue Muster um. Fünf Jahre später etablierte die Australian Defence Force (ADF) im Rahmen einer PPP mit BAE Systems ein neues Schulkonzept auf der ehemaligen RAAF-Basis Tamworth und nur wenige CT/4 waren fortan in East Sale stationiert. East Sale war bereits 1989 Heimat einer neu aufgestellten Transportstaffel, der mit HS 748 ausgerüsteten 32. Squadron, geworden. Die Einheit rüstete 2004 auf die King Air 350 um.
Die ADF gaben 2015 bekannt, dass ab 2019 die fliegerische Grundausbildung 2019 wieder nach East Sale zurück verlagert werden sollte und 2017 traf die erste hierfür bestellte PC-21 in Australien ein.

## Heutige Nutzung
Auf der RAAF East Sale sind heute (2020) folgende Verbände stationiert.
- Central Flying School, seit 2017 ausgerüstet mit der PC-21
- No. 1 Flying Training School, seit 2019 ausgerüstet mit der PC-21
- 32. Squadron, seit 2004 ausgerüstet mit der King Air B350

Hinzu kommen weitere nicht fliegende Schulverbände der RAAF, ein Regiment der Australian Army, einige weitere Nutzer sowie die 30. (City of Sale) Squadron der RAAF, die die Basis betreibt.